# Jachtwerf Victoria
Jachtwerf Victoria was een jachtwerf en bouwer van zeiljachten in Alkmaar. De werf werd opgericht in 1934 en maakte in de jaren 60 naam als een van de eerste Nederlandse fabrikanten van polyester zeilboten. Het eerste jacht van dat type was de Victoire 22. 

## Geschiedenis
De werf werd opgericht in 1934, toen jachtbouwer Cor Vader startte met het bouwen van kano's. Daarna werden er houten zeilboten gebouwd, zoals BMs, pampussen en draakjachten. Tijdens de Tweede Wereldoorlog kwam het hout op rantsoen, wat het maken van zeilboten ernstig bemoeilijkte. De werf legde zich in die periode toe op het vernieuwen van de interieurs van binnenvaartschepen, waar door de overheid hout beschikbaar voor werd gesteld. Wat van deze klussen aan hout overbleef, werd door de werf alsnog voor zeilboten gebruikt.
Eind jaren 50 sloeg de werf aan het experimenteren met polyester. In 1958 leidde dit experiment tot een plastic zeil- en roeibootje voor de jeugd, dat voor 500 gulden aan de man gebracht werd. In de jaren 60 werd de bouwer een van de eersten in Nederland die zich toelegde op het bouwen van jachten in vezelversterkt polyester. Het eerste jacht van dat type was de Victoire 22. De meeste ontwerpen waren van de hand van Dick Koopmans. De scheepsbouwer bouwde - mede via dealers in Duitsland en Oostenrijk - in zowel het Nederlandse als Duitse taalgebied een vaste klantenkring op. 
Rond 1987 nam Klaas Vader de zaak van zijn vader over.
In september 2005 werd het faillissement van de jachtwerf uitgesproken. Achterblijvende verkopen zouden daar de oorzaak van zijn geweest.  In 2006 maakte het een doorstart onder de naam Victoire Yachts. De doorstart werd mogelijk gemaakt door Investeringsmaatschappij Aemstel Ventures en Gilles Botenbouw. Gilles Botenbouw werkte voorafgaand aan het faillissement al samen met Jachtwerf Victoire door de afbouw voor haar rekening te nemen.
In 2008 ging ook Victoire Yachts failliet, waarna Shiprepublic BV de bouw en verkoop van de V-37 en V42RE voortzette tot ook deze BV in 2015 werd opgeheven.

## Modellen in hout

### Victoriakruiser
Type zeilkruiser gebouwd in de jaren 50. 

## Modellen in polyester (op lengte)

### 1961 Victoire 22
De Victoire 22 is 6,60 lang en 2,20 breed. Diepgang 0,90 en later ook 1,20. Kiel-midzwaard 0,60-1,20. Snelzeilende boot, succesvol en relatief goedkoop. Het jachtje werd in 1961 ontwikkeld door Dick Koopmans, 
en was een van de eerste polyester boten die in Nederland in serie-productie werden gebouwd. In de twee decennia tussen 1962 en 1980 zijn er bij jachtwerf Victoria zo’n 900 geproduceerd. Het laatste bekende bouwnummer is weliswaar 1279, maar de werf is waarschijnlijk begonnen bij 200 (oudst bekende 22 heeft nr. 285) , en er is vermoedelijk een sprong geweest van 400 naar 600. Hij vaart vaak met het 'vaantje in de mast'.

### 1993 Victoire 24
Lengte 7,30, breedte 2,14, diepgang 1,45. Gebouwd tussen 1993 en 1998. Aantal: 16. De V-24 is een racer met veel tuig (35 m² aan de wind) ontworpen door Dick Koopmans jr. De V-24 wijkt in veel aspecten af van de andere Victoires: een lengte:breedte verhouding van 2,5:1, een open spiegel met aangehangen roer, een buitenhuid van kevlar, een mast met diamantverstaging, en een eenvoudige kajuitinrichting met alleen vier slaapplaatsen (ieder 2,00 m lang). In plané weet de V-24 snelheden tot 22 knopen te bereiken.

### 1968 Victoire 25
Lengte 7,75, breedte 2,55, diepgang vaste kiel 1,15. kiel-midzwaard 1,45.

### 1973 Victoire 26
Lengte 7.75, breedte 2,55, diepgang vaste kiel 1,15, kiel-midzwaard 1,45. De 26 is ontstaan uit de 25 door de boot een hoger vrijboord te geven, d.w.z. de romp is hoger. Dat leverde meer binnenruimte op.

### 1967 Victoire 28
Lengte 8,50, breedte 2,70, diepgang 1,35 (langkiel versie) en 1,45 (vinkiel versie). Er zijn twee versies van de 28. De langkiel versie is gebouwd tot en met 1970. In dat jaar is het onderwaterschip gewijzigd en werd het een vinkiel. Het jacht kenmerkt zich door een smal grootzeil, een constellationroer, een klein nat-oppervlak. Met de V-28 'Windbreker' had de werf zijn eerste boot waarmee - van 10 augustus 1985 tot 10 juli 1988 - rond de wereld gezeild werd.

### 1977 Victoire 822
Familiekajuitzeiljacht van 8.22 meter lang en 2.70 meter breed, ontworpen door Dick Koopmans sr.. Diepgang 1,20 en 1,60. Het schip werd bij zijn uitkomen geroemd om zijn "snelle wendbaarheid en exact stuurgedrag", en bood daarnaast ook de nodige comfort, wat het schip geschikt maakte voor gebruik door gezinnen. Naast de Hiswa werd het jacht ook gepresenteerd op de Duitse variant, "Boot" in Düsseldorf.

### 1988 Victoire 855
Lengte 8,55, breedte 2,72, diepgang 1,20 en 1,60. De 8,55 heeft een balansroer, en geen scheg vóór het roer. Ontworpen door Dick Koopmans jr, de op dat moment 23-jarige zoon en naamgenoot van scheepsontwerper Dick Koopmans sr.

### 1976 Victoire 933
De V-933 was één van de eerste moderne Victoires, waarbij een model van de romp o.a. werd getest in watertanks. Lengte 9,33, breedte 2,95, diepgang 1,30 (scheelkiel) / 1,45 / 1,80. Gebouwd tot en met 2005, In 1993 werd een gemoderniseerde versie geïntroduceerd, met o.a. een andere indeling van zowel interieur als dek. Totaal aantal 185.
Een licht aangepaste V-933 (#105) heeft meegevaren in OSTAR van 1980 en werd 3e in haar klasse. In de "Round Britain and Ireland" Race van 1993 (#192) werd een 1e plaats IRC gevaren en een 2e plaats in de 30 voet klasse. De betreffende V-933 was enigszins ingekort, om mee te kunnen doen als 30 voeter.
De V-933 (#82) figureerde ook (de Shalom IV) in enkele boeken van zeezeiler / evangelist Ben Hoekendijk, zoals 'Vader en zoon naar Spitsbergen', 'De Golf van Biskaje' en 'De magie van de eilanden'. 

### 1973 Victoire 34
Lengte 10,44, breedte 3,25, diepgang 1,50 en 1,85

### 1985 Victoire 1044
Lengte 10,44, breedte 3,25, diepgang 1,50 en 1,90. De Victoire 1044 is een voortzetting van de Victoire 34. De romp is 5 centimeter opgehoogd, en de opbouw is 5 cm lager.

### 2006 Victoire 35
Lengte 10,84, breedte 3,24, diepgang 1,50 en 1,90

### 1994 Victoire 1122
Lengte 11,22, breedte 3,52, diepgang 1,60 en 1,90.

### 2006 Victoire 37
Lengte 11,70, breedte 3,57, diepgang 1,60 en 2,10

### 1984 Victoire 1200
In 1984 werd het vijftigjarig bestaan van de werf gevierd met het introduceren van een nieuw model, de Victoire 1200. Het schip werd ontworpen door Dick Koopmans als een klassiek gelijnd zeiljacht. De naam refereert aan de lengte van het schip, die 12 meter lang is. Het jacht werd weliswaar niet beschouwd als revolutionair, maar wel gezien als betrouwbaar en tijdloos, en geschikt voor lange zeetochten.

### 1998 Victoire 1270
Lengte 12,70, breedte 3,65, diepgang 1,70 en 2,10. De Victoire 12,70 is een voortzetting van de 1200, waarvan de mal is verlengd.

### 2000 Victoire 42 Classic
Lengte 12,70, breedte 3,65, diepgang 1,70 en 2,10. Dezelfde romp als de 1270, een andere opbouw.

### 2006 Victoire 42
Lengte 12,70, breedte 3,65, diepgang 1,70 en 2,10. Dezelfde romp als de 1270, een andere opbouw

### 2005: Victoire 51
Groot model, ontworpen door André Hoek en in 2005 in de markt gezet.